# Tanna (ø)
Tanna (alternativt Tana) er en ø i Vanuatu. Den er 40 km lang og 19 km bred, og har et samlet areal på 550 km². Det højeste punkt er toppen af det 1.084 m høje Mount Tukosmera i den sydlige del af øen. Mount Yasur er en meget aktiv vulkan nær den sydøstlige kyst. Tanna er med sine ca. 20.000 indbyggere den folkerigeste af øerne i Tafea provinsen, og én af de folkerigeste i hele landet. Byen Isangel er provinshovedstad, mens den nærliggende, Lénakel er den største by. 

## Kultur og økonomi
Befolkningen på Tanna består næsten udelukkende af personer med melanesisk oprindelse, og deres livsstil er af en mere traditionel karaktér end de fleste af naboøerne. Nogle af landsbyerne er såkaldte kastom, de er underlagt en række restriktioner, som bl.a. omfatter moderne opfindelser. Her bærer indbyggerne traditionel beklædning, herunder penisfutteraler og græsskjorter. Børnene går ikke i skole. Ifølge antropologen Joël Bonnemaison, der har lavet omfattende feltstudier på øen, bunder befolkningens stærke modvilje forandring i deres traditionelle verdensbillede og den måde, hvorpå de opfatter, internaliserer og beskriver koncepterne tid og sted.
Øen er også centrum for John Frum-bevægelsen, en cargokult med en guddommelig skikkelse i form af en amerikansk soldat i centrum. Yaohnanen-stammen er centrum for en anden cargokult, Prince Philip-bevægelsen, der dyrker den britisk prinsgemal Prins Philip.
Der tales fem forskellige sprog på øen; nordtanna, Lénakel, sydvest tanna, whitesand (nær Whitesands mod nordøst) og kwamera i sydøst. Disse sprog klassificeres overordnet i Tanna sprogfamilien, der igen er en undergruppe af sydvanuatu sprogene, en austronesisk gruppe. I følge Ethnologue tales hvert af sprogene kun af få tusind personer, men Lénakel, med ca. 6.500 talere, er alligevel et af de største sprog i hele Vanuatu. De fleste af Tannas indbyggere taler også Bislama, der er et af Vanuatus te officielle sprog (sammen med engelsk og fransk).
Øen er en af de mest frugtbare Vanuatu, og hovedafgrøderne er kava, kaffe, kokosnødder, kopra samt forskellige andre frugter og grøntsager. I de senere år er turisme blevet en mere og mere vigtig indtægtskilde. De besøgende er hovedsageligt tiltrukket af den aktive og lettilgængelige vulkan, Mount Yasur, og den stadigt levende traditionelle kultur. For at beskytte den lokale kultur mest muligt er det kun tilladt for lokale at optræde som guider.

## Historie
Øen blev befolket omkring 400 f.v.t. af melanesiere fra de omkringliggende øer. Den første europæer, som besøgte øen, var James Cook. Han landede på øen, efter at være blevet tiltrukket af skæret fra Mount Yasur, i august 1774 som led i hans anden rejse Jorden rundt. Han grundlagde Port Resolution, en by på øens østlige side, den blev opkaldt efter skibet HMS Resolution. Han navngav øen Tanna, formodentligt på grundlag af et ord for jord på det lokale sprog kwamera. Tanna blev en del af det britiske imperium.
I 19. århundrede begyndte handelsfolk og missionærer (primært presbyterianere) at rejse dertil, men befolkningen holdt stærkere fast i deres egne traditioner end på naboøerne. I denne periode blev øen i Europa kendt som hjemsted for kannibaler. Under 2. verdenskrig lå de vigtigste kamppladser langt fra Tanna, men amerikanerne anlagde alligevel en base på øen Éfaté. Her fik ca. 1.000 lokale arbejde. Dette var for mange af de indfødte deres første møde med den vestlige livsstil, og det kan være en af hovedårsagerne til opblomstringen af såkaldte cargokulte i området. Mange af disse religiøse bevægelser forsvandt i årene efter afslutningen på krigen, da amerikanerne atter havde forladt området. John Frum-bevægelsen er som en af de eneste stadig aktiv omkring Sulphur Bay mod sydøst og Green Point mod sydvest.
I 1970’erne opstod der en løsrivelsesbevægelse, og den 24. marts 1974 blev den uafhængige nation Tanna udråbt. De britiske myndigheder var som udgangspunkt åbne overfor selvstændighed for deres besiddelse i Vanuatu, men det blev modarbejdet af de franske kolonister. Og den fælles engelsk-franske myndighed for Ny Hebriderne undertrykte 29. juni 1974 den nye stat. I 1980 blev der igen gjort et forsøg på løsrivelse, da nationen Tafea blev udråbt 1. januar 1980 (navnet var dannet af forbogstaverne på de fem øer, der udgjorde nationen – Tanna, Aniwa, Futuna, Erromango og Aneityum). Britiske styrker intervenerede 26. maj 1980, men man tillod at øerne blev en del af den nyoprettede uafhængige nation Vanuatu den 30. juli 1980.

## Eksterne link
- Pacific Island Travel page, med fotos og kulturel information
- Sprog på Tanna Arkiveret 12. november 2009 hos  Wayback Machine, inkl. sprogkort
- Fotos fra Tanna
- BBC News, Is Prince Philip an island god?, 10 June 2007, accessed 10 June 2007